# キンタロドロガメ

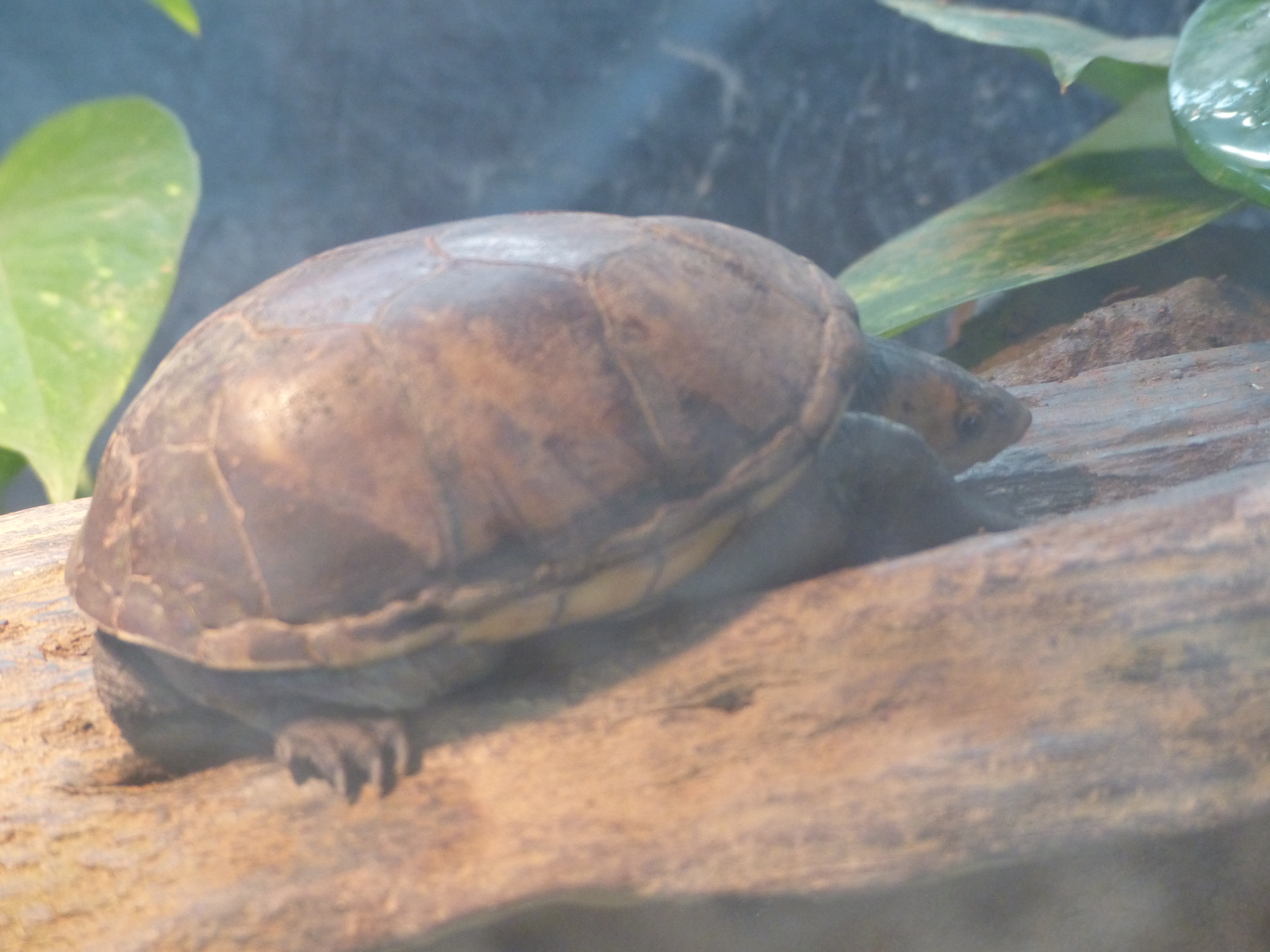
キンタロドロガメを右から撮る

キンタロドロガメ（Kinosternon angustipon）は、爬虫綱カメ目ドロガメ科ドロガメ属に分類されるカメ。

## 分布
グアテマラ南東部、コスタリカ、パナマ北西部（イダルゴ州東部、サン・ルイス・ポトシ州南東部、タマウリパス州南部、ベラクルス州北西部、プエブラ州北部）

## 形態
最大甲長12センチメートルと、ドロガメ属最小種。オスよりもメスの方が大型になり、オスは最大甲長11.5センチメートル。背甲はドロガメ属内ではやや扁平で、上から見るとやや細長い卵形。第1椎甲板は、第2縁甲板に接する。縁甲板は尖らず、第10縁甲板が最も大型（高い）。背甲の色彩は褐色、暗褐色で、黄色や淡褐色の明色斑が入る個体もいる。
背甲と腹甲の継ぎ目（橋）の縦幅は非常に細く、背甲長の21%未満。種小名angustiponは「橋が細い」の意で、英名（narrow-bridged）と同義。腋下甲板と鼠蹊甲板が接する。
腹甲は小型（背甲長に対する割合はオス88%未満、メス83%未満）。蝶番は可動するが、腹甲を折り曲げても背甲と腹甲の間に広い隙間ができる。和名は細い橋と小型の腹甲が、金太郎の腹掛けのように見えることに由来する。腹甲の色彩は黄色で、甲板の継ぎ目（シーム）やその周辺に暗褐色や灰色の暗色斑が入る個体もいる。
頭部は中型かやや大型で、やや幅広い。吻端はあまり突出せず、上顎の先端は尖らない。吻端背面を覆う大型鱗（吻端板）はベル形や三又形。喉に6-12本の髭状突起がある。頭部背面の色彩は暗褐色や暗灰色。側頭部の色彩は灰褐色や黄褐色、淡黄色で、喉の色彩は灰色や灰褐色。側頭部や喉には暗色の斑点や虫食い状の暗色斑が入る。
幼体は椎甲板と肋甲板に筋状の盛り上がり（キール）があるが、成長に伴い消失する。オスは吻端板の先端が盛り上がり、大腿部や脛には大型鱗が並ぶ。

## 分類
属内ではダンドロガメに近縁と推定されている。

## 生態
低地にある底質が泥で水深の浅い沼やその周辺にある小型河川、水路などに生息する。
食性は雑食で、胃の内容物から昆虫（甲虫）、植物質などを食べると考えられている。
繁殖形態は卵生。解剖結果から1回に1個の卵を年に数回に分けて産むと考えられている。

## 人間との関係
分布域が狭く、生息数の少ない種と考えられている。コスタリカとパナマは国内に分布する爬虫類の輸出が法的に厳しく制限されているため、世界的にもペットとして流通していない。